# Vinzelles
Vinzelles é uma comuna francesa na região administrativa de Auvérnia-Ródano-Alpes, no departamento Puy-de-Dôme. Estende-se por uma área de 13,39 km². Em 2010 a comuna tinha 357 habitantes (densidade: 26,7 hab./km²).